# 612.º Batallón Antiaéreo Pesado
El 612° Batallón Antiaéreo Pesado (612. schwere-Flak-Abteilung (o)) fue una unidad de la Luftwaffe durante la Segunda Guerra Mundial.

## Historia
Fue formado en abril de 1940 a partir del XI Comando Administrativo Aéreo con 1. - 5. Baterías (hasta julio de 1941 conocido como 612° Batallón Antiaéreo de Reserva):
- Grupo de Plana Mayor/612° Batallón Antiaéreo de Reserva/Nuevo
- 1° Bat./612° Batallón Antiaéreo de Reserva/Nuevo
- 2° Bat./612° Batallón Antiaéreo de Reserva/Nuevo
- 3° Bat./612° Batallón Antiaéreo de Reserva/Nuevo
- 4° Bat./612° Batallón Antiaéreo de Reserva/Nuevo
- 5° Escuadra/612° Batallón Antiaéreo de Reserva desde 255° Compañía de Ametralladoras Antiaéreas Ligera de Reserva

Fue disuelto en julio de 1941:
- 1° Bat./612° Batallón Antiaéreo de Reserva como la 1° Escuadra/162° Batallón Antiaéreo de Reserva
- 2° Bat./612° Batallón Antiaéreo de Reserva como la 3° Escuadra/162° Batallón Antiaéreo de Reserva
- 3° Bat./612° Batallón Antiaéreo de Reserva como la 1° Escuadra/615° Batallón Antiaéreo Pesado
- 4° Bat./612° Batallón Antiaéreo de Reserva como la 1° Escuadra/854° Batallón Antiaéreo Pesado
- 5° Bat./612° Batallón Antiaéreo de Reserva como la 5° Escuadra/605° Batallón Antiaéreo Pesado

Reformado en diciembre de 1944 como 612° Batallón Antiaéreo Pesado (o) solamente con el Grupo de Plana Mayor.

## Servicios
- 1940: en Berlín y Warnemünde.
- 1941: en Augsburgo.
- 1944 – 1945: el XIV Comando Administrativo Aéreo (solamente el Grupo de Plana Mayor).